# Campeonato Argentino de Futebol de 2019–20 – Terceira Divisão (Torneo Federal A)
O Torneo Federal A do Campeonato Argentino de Futebol de 2019–20 foi a 7.ª edição do certame, equivalente à terceira divisão do futebol argentino para clubes indiretamente afiliados à Associação do Futebol Argentino (AFA). A organização do campeonato ficou a cargo do Conselho Federal do Futebol Argentino (CFFA), órgão interno da AFA, responsável pela organização do futebol no interior do país. A edição desta temporada contará com a participação de 30 clubes, sendo 25 da temporada anterior, 1 que foi rebaixado da Primera Nacional de 2018–19 e 4 promovidos do Regional Federal de 2018–19. Outorgará dois acessos à Primera Nacional de 2020–21 (antiga Primera B Nacional) e rebaixará dois times ao Torneo Regional Federal de 2020–21.
A temporada começou em 30 de agosto de 2019 e terminaria em 3 de maio de 2020. Contudo, devido à pandemia de COVID-19, houve a paralisação de todos os torneios esportivos, a Associação do Futebol Argentino (AFA) suspendeu o torneio em 17 de março de 2020 depois da disputa da vigésima terceira rododa da fase clasificatória. Por fim, em 28 de abril de 2020, a AFA anunciou o cancelamento definitivo da competição, bem como de todas as suas ligas, dando por encerrada a temporada de 2019–20, sem clubes promovidos ou rebaixados.

## Regulamento

### Sistema de disputa
O Torneo Federal A foi disputado por trinta equipes e seria dividido em duas fases, ambas de pontos corridos: a primeira delas sendo classificatória com jogos de ida e volta, e por fim, uma fase final de um turno só. Na primeira fase, as trinta equipes foram divididas em duas zonas – A e B –, e os seis melhores de cada zona avançariam para a segunda fase do campeonato. Os últimos (15º) colocados de cada zona seriam rebaixados ao Torneo Regional Federal. Na segunda fase, as 12 equipes classificadas disputariam entre si dois hexagonais (um para a Zona A e outro para a Zona B), cujos campeões seriam promovidos à Primera Nacional.  Contudo, devido à pandemia de COVID-19, a entidade organizadora (AFA) cancelou por definitivo a competição, sem clubes promovidos ou rebaixados.

### Critérios de desempate
Caso haja empate de pontos entre dois clubes, os critérios de desempates serão aplicados na seguinte ordem:
1. Pontos no confronto direto
2. Melhor saldo de gols no confronto direto
3. Gols marcados no confronto direto
4. Gols marcados como visitante no confronto direto
5. Melhor saldo de gols
6. Mais gols pró
7. Mais gols marcados como visitante
8. Sorteio.

## Participantes
Além dos vinte e cinco clubes que mantiveram-se nesta divisão da temporada anterior, entre os novos participantes para esta temporada, tivemos os quatro clubes promovidos do Torneo Regional Federal Amateur de 2019: Círculo Deportivo de Comandante Nicanor Otamendi, Sportivo Peñarol de Chimbas, Central Norte de Salta e Güemes de Santiago del Estero; e o time rebaixado da Primera B Nacional de 2018–19: Olimpo de Bahía Blanca.

### Informações dos clubes
| Equipe                       | Cidade                      | Província           | Estádio (mando)               | Liga de origem                     |
| ---------------------------- | --------------------------- | ------------------- | ----------------------------- | ---------------------------------- |
| Boca Unidos                  | Corrientes                  | Corrientes          | Leoncio Benítez               | Liga Correntina                    |
| Central Norte                | Salta                       | Salta               | Dr. Luis Güemes               | Liga Salteña                       |
| Chaco For Ever               | Resistência                 | Chaco               | Estádio Juan Alberto García   | Liga Chaqueña                      |
| Cipolletti                   | Cipolletti                  | Río Negro           | La Visera de Cemento          | Liga Deportiva Confluencia         |
| Círculo Deportivo            | Comandante Nicanor Otamendi | Buenos Aires        | Guillermo Trama               | Liga Marplatense                   |
| Crucero del Norte            | Garupá                      | Misiones            | Comandante Andrés Guacurarí   | Liga Posadeña                      |
| Defensores                   | Pronunciamiento             | Entre Ríos          | Delio Cardozo                 | Liga Departamental de Colón        |
| Defensores de Belgrano       | Villa Ramallo               | Buenos Aires        | Salomón Boeseldín             | Liga Nicoleña                      |
| Deportivo Camioneros         | Nueve de Abril              | Buenos Aires        | Hugo Moyano                   | Liga Lujanense                     |
| Deportivo Madryn             | Puerto Madryn               | Chubut              | Abel Sastre                   | Liga Valle del Chubut              |
| Deportivo Maipú              | Maipú                       | Mendoza             | Omar Higinio Sperdutti        | Liga Mendocina                     |
| Desamparados                 | San Juan                    | San Juan            | El Serpentario                | Liga Sanjuanina                    |
| Douglas Haig                 | Pergamino                   | Buenos Aires        | Miguel Morales                | Liga de Pergamino                  |
| Estudiantes                  | San Luis                    | San Luis            | Héctor Odicino y Pedro Benoza | Liga Sanluiseña                    |
| Ferro Carril Oeste           | General Pico                | La Pampa            | El Coloso del Barrio Talleres | Liga Pampeana                      |
| Gimnasia y Esgrima           | Concepción del Uruguay      | Entre Ríos          | Manuel y Ramón Núñez          | Liga de Concepción del Uruguay     |
| Güemes                       | Santiago del Estero         | Santiago del Estero | Arturo Miranda                | Liga Santiagueña                   |
| Huracán Las Heras            | Las Heras                   | Mendoza             | General San Martín            | Liga Mendocina                     |
| Juventud Unida               | Gualeguaychú                | Entre Ríos          | De los Eucaliptos             | Liga Departamental de Gualeguaychú |
| Juventud Unida Universitario | San Luis                    | San Luis            | Mario Sebastián Diez          | Liga Sanluiseña                    |
| Olimpo                       | Bahía Blanca                | Buenos Aires        | Roberto Natalio Carminatti    | Liga del Sur                       |
| San Martín                   | Formosa                     | Formosa             | 17 de Octubre                 | Liga Formoseña                     |
| Sansinena                    | General Cerri               | Buenos Aires        | Luis Molina                   | Liga del Sur                       |
| Sarmiento                    | Resistência                 | Chaco               | Centenario                    | Liga Chaqueña                      |
| Sol de Mayo                  | Viedma                      | Río Negro           | Sol de Mayo                   | Liga Rionegrina                    |
| Sportivo Belgrano            | San Francisco               | Córdoba             | Oscar Carlos Boero            | Liga de San Francisco              |
| Sportivo Las Parejas         | Las Parejas                 | Santa Fé            | Fortaleza del Lobo            | Liga Cañadense                     |
| Sportivo Peñarol             | Chimbas                     | San Juan            | Ramón Pablo Rojas             | Liga Sanjuanina                    |
| Unión                        | Sunchales                   | Santa Fé            | Fortaleza del Bicho           | Liga Rafaelina                     |
| Villa Mitre                  | Bahía Blanca                | Buenos Aires        | El Fortín                     | Liga del Sur                       |

## Fase Classificatória

### Classificação do Grupo A
| Pos. | Equipes                       | P  | J  | V  | E  | D  | GP | GC | SG  |
| ---- | ----------------------------- | -- | -- | -- | -- | -- | -- | -- | --- |
| 1    | Güemes (SdE)                  | 38 | 22 | 10 | 8  | 4  | 29 | 18 | 11  |
| 2    | Sarmiento (R)                 | 36 | 21 | 9  | 9  | 3  | 22 | 14 | 8   |
| 3    | Chaco For Ever                | 35 | 21 | 10 | 5  | 6  | 26 | 19 | 7   |
| 4    | Sportivo Las Parejas          | 33 | 21 | 8  | 9  | 4  | 25 | 14 | 11  |
| 5    | Central Norte (S)             | 32 | 22 | 8  | 8  | 6  | 30 | 22 | 8   |
| 6    | Defensores de Pronunciamiento | 31 | 22 | 8  | 7  | 7  | 22 | 25 | –3  |
| 7    | Douglas Haig                  | 31 | 22 | 8  | 7  | 7  | 24 | 28 | –4  |
| 8    | Defensores de Belgrano (VR)   | 29 | 22 | 7  | 8  | 7  | 20 | 18 | 2   |
| 9    | Crucero del Norte             | 29 | 21 | 7  | 8  | 6  | 20 | 20 | 0   |
| 10   | Unión (S)                     | 28 | 21 | 6  | 10 | 5  | 25 | 21 | 4   |
| 11   | Boca Unidos                   | 26 | 21 | 7  | 5  | 9  | 27 | 34 | –7  |
| 12   | Juventud Unida (G)            | 22 | 21 | 5  | 7  | 9  | 17 | 23 | –6  |
| 13   | San Martín (F)                | 21 | 21 | 6  | 3  | 12 | 20 | 31 | –11 |
| 14   | Sportivo Belgrano (SF)        | 20 | 22 | 4  | 8  | 10 | 21 | 29 | –8  |
| 15   | Gimnasia y Esgrima (CdU)      | 18 | 22 | 4  | 6  | 12 | 16 | 28 | –12 |

Fonte: AFA (em castelhano), Interior Futbolero (em castelhano), Solo Ascenso (em castelhano)

### Zona de classificação do Grupo A para a Copa da Argentina
Os treze mais bem posicionados do Grupo A ao final do primeiro turno garantiram vaga na fase inicial da edição de 2019–20 da Copa da Argentina:
| Pos. | Equipes                       | P  | J  | V | E | D | GP | GC | SG | Classificação                                 |
| ---- | ----------------------------- | -- | -- | - | - | - | -- | -- | -- | --------------------------------------------- |
| 1    | Chaco For Ever                | 24 | 14 | 7 | 3 | 4 | 19 | 12 | 7  | Fase regional da Copa da Argentina de 2019–20 |
| 2    | Güemes (SdE)                  | 23 | 14 | 6 | 5 | 3 | 20 | 15 | 5  | Fase regional da Copa da Argentina de 2019–20 |
| 3    | Sarmiento (R)                 | 22 | 14 | 5 | 7 | 2 | 16 | 11 | 5  | Fase regional da Copa da Argentina de 2019–20 |
| 4    | Douglas Haig                  | 22 | 14 | 6 | 4 | 4 | 15 | 17 | −2 | Fase regional da Copa da Argentina de 2019–20 |
| 5    | Boca Unidos                   | 21 | 14 | 6 | 3 | 5 | 20 | 23 | −3 | Fase regional da Copa da Argentina de 2019–20 |
| 6    | Sportivo Las Parejas          | 19 | 14 | 4 | 7 | 3 | 13 | 10 | 3  | Fase regional da Copa da Argentina de 2019–20 |
| 7    | Central Norte (S)             | 18 | 14 | 4 | 6 | 4 | 18 | 16 | 2  | Fase regional da Copa da Argentina de 2019–20 |
| 8    | Unión (S)                     | 18 | 14 | 4 | 6 | 4 | 17 | 15 | 2  | Fase regional da Copa da Argentina de 2019–20 |
| 9    | Defensores de Pronunciamiento | 18 | 14 | 4 | 6 | 4 | 14 | 15 | −1 | Fase regional da Copa da Argentina de 2019–20 |
| 10   | San Martín (F)                | 18 | 14 | 5 | 3 | 6 | 17 | 19 | −2 | Fase regional da Copa da Argentina de 2019–20 |
| 11   | Defensores de Belgrano (VR)   | 17 | 14 | 4 | 5 | 5 | 11 | 11 | 0  | Fase regional da Copa da Argentina de 2019–20 |
| 12   | Sportivo Belgrano (SF)        | 17 | 14 | 4 | 5 | 5 | 16 | 17 | −1 | Fase regional da Copa da Argentina de 2019–20 |
| 13   | Crucero del Norte             | 16 | 14 | 3 | 7 | 4 | 12 | 14 | −2 | Fase regional da Copa da Argentina de 2019–20 |

Fonte: AFA (em castelhano)

### Resultados do Grupo A
| Rodada 1                      | Rodada 1 | Rodada 1                    | Rodada 1           | Rodada 1      | Rodada 1 |
| Mandante                      | Placar   | Visitante                   | Estádio            | Data          | Hora     |
| ----------------------------- | -------- | --------------------------- | ------------------ | ------------- | -------- |
| Güemes (SdE)                  | 0 – 2    | Unión (S)                   | Arturo Miranda     | 30 de agosto  | 22:00    |
| Defensores de Pronunciamiento | 0 – 1    | Crucero del Norte           | Delio Cardozo      | 31 de agosto  | 16:00    |
| Sportivo Las Parejas          | 0 – 0    | Sportivo Belgrano           | Fortaleza del Lobo | 31 de agosto  | 19:00    |
| Sarmiento (R)                 | 2 – 0    | Defensores de Belgrano (VR) | Centenario         | 31 de agosto  | 21:30    |
| San Martín (F)                | 2 – 1    | Gimnasia y Esgrima (CdU)    | 17 de Octubre      | 1 de setembro | 14:00    |
| Juventud Unida (G)            | 1 – 1    | Central Norte (S)           | De los Eucaliptos  | 1 de setembro | 14:00    |
| Douglas Haig                  | 0 – 2    | Chaco For Ever              | Miguel Morales     | 1 de setembro | 14:30    |
| Folgou: Boca Unidos           |          |                             |                    |               |          |

| Rodada 2                              | Rodada 2 | Rodada 2                      | Rodada 2                    | Rodada 2       | Rodada 2 |
| Mandante                              | Placar   | Visitante                     | Estádio                     | Data           | Hora     |
| ------------------------------------- | -------- | ----------------------------- | --------------------------- | -------------- | -------- |
| Gimnasia y Esgrima (CdU)              | 2 – 1    | Sportivo Las Parejas          | Manuel y Ramón Núñez        | 8 de setembro  | 15:30    |
| Defensores de Belgrano (VR)           | 2 – 0    | San Martín (F)                | Salomón Boeseldín           | 8 de setembro  | 16:00    |
| Central Norte (S)                     | 0 – 0    | Sarmiento (R)                 | Padre Ernesto Martearena    | 8 de setembro  | 17:00    |
| Unión (S)                             | 3 – 0    | Defensores de Pronunciamiento | Fortaleza del Bicho         | 8 de setembro  | 17:00    |
| Crucero del Norte                     | 1 – 2    | Douglas Haig                  | Comandante Andrés Guacurarí | 8 de setembro  | 17:00    |
| Sportivo Belgrano                     | 1 – 1    | Güemes (SdE)                  | Oscar Carlos Boero          | 8 de setembro  | 17:30    |
| Chaco For Ever                        | 2 – 2    | Boca Unidos                   | Juan Alberto García         | 10 de setembro | 21:30    |
| Folgou: Juventud Unida (Gualeguaychú) |          |                               |                             |                |          |

| Rodada 3                      | Rodada 3 | Rodada 3                    | Rodada 3           | Rodada 3       | Rodada 3 |
| Mandante                      | Placar   | Visitante                   | Estádio            | Data           | Hora     |
| ----------------------------- | -------- | --------------------------- | ------------------ | -------------- | -------- |
| Güemes (SdE)                  | 1 – 0    | Gimnasia y Esgrima (CdU)    | Arturo Miranda     | 13 de setembro | 22:00    |
| Defensores de Pronunciamiento | 4 – 1    | Sportivo Belgrano           | Delio Cardozo      | 15 de setembro | 15:00    |
| Douglas Haig                  | 0 – 0    | Unión (S)                   | Miguel Morales     | 15 de setembro | 15:30    |
| Boca Unidos                   | 0 – 0    | Crucero del Norte           | Leoncio Benítez    | 15 de setembro | 16:00    |
| San Martín (F)                | 1 – 2    | Central Norte (S)           | 17 de Octubre      | 15 de setembro | 16:00    |
| Sarmiento (R)                 | 1 – 1    | Juventud Unida (G)          | Centenario         | 15 de setembro | 17:00    |
| Sportivo Las Parejas          | 0 – 0    | Defensores de Belgrano (VR) | Fortaleza del Lobo | 15 de setembro | 18:00    |
| Folgou: Chaco For Ever        |          |                             |                    |                |          |

| Rodada 4                        | Rodada 4 | Rodada 4                      | Rodada 4                    | Rodada 4       | Rodada 4 |
| Mandante                        | Placar   | Visitante                     | Estádio                     | Data           | Hora     |
| ------------------------------- | -------- | ----------------------------- | --------------------------- | -------------- | -------- |
| Gimnasia y Esgrima (CdU)        | 0 – 0    | Defensores de Pronunciamiento | Manuel y Ramón Núñez        | 22 de setembro | 15:30    |
| Defensores de Belgrano (VR)     | 1 – 2    | Güemes (SdE)                  | Salomón Boeseldín           | 22 de setembro | 16:00    |
| Unión (S)                       | 0 – 2    | Boca Unidos                   | Fortaleza del Bicho         | 22 de setembro | 16:00    |
| Juventud Unida (G)              | 2 – 0    | San Martín (F)                | De los Eucaliptos           | 22 de setembro | 16:00    |
| Central Norte (S)               | 1 – 1    | Sportivo Las Parejas          | Padre Ernesto Martearena    | 22 de setembro | 17:00    |
| Sportivo Belgrano               | 3 – 0    | Douglas Haig                  | Oscar Carlos Boero          | 22 de setembro | 17:00    |
| Crucero del Norte               | 0 – 2    | Chaco For Ever                | Comandante Andrés Guacurarí | 22 de setembro | 17:00    |
| Folgou: Sarmiento (Resistencia) |          |                               |                             |                |          |

| Rodada 5                      | Rodada 5 | Rodada 5                    | Rodada 5            | Rodada 5       | Rodada 5 |
| Mandante                      | Placar   | Visitante                   | Estádio             | Data           | Hora     |
| ----------------------------- | -------- | --------------------------- | ------------------- | -------------- | -------- |
| Defensores de Pronunciamiento | 1 – 0    | Defensores de Belgrano (VR) | Delio Cardozo       | 29 de setembro | 16:00    |
| Douglas Haig                  | 1 – 0    | Gimnasia y Esgrima (CdU)    | Miguel Morales      | 29 de setembro | 16:00    |
| Boca Unidos                   | 2 – 1    | Sportivo Belgrano           | Leoncio Benítez     | 29 de setembro | 16:30    |
| Chaco For Ever                | 1 – 1    | Unión (S)                   | Juan Alberto García | 29 de setembro | 17:00    |
| San Martín (F)                | 0 – 1    | Sarmiento (R)               | 17 de Octubre       | 29 de setembro | 17:00    |
| Güemes (SdE)                  | 2 – 1    | Central Norte (S)           | Arturo Miranda      | 29 de setembro | 18:00    |
| Sportivo Las Parejas          | 2 – 0    | Juventud Unida (G)          | Fortaleza del Lobo  | 29 de setembro | 18:30    |
| Folgou: Crucero del Norte     |          |                             |                     |                |          |

| Rodada 6                     | Rodada 6 | Rodada 6                      | Rodada 6                 | Rodada 6     | Rodada 6 |
| Mandante                     | Placar   | Visitante                     | Estádio                  | Data         | Hora     |
| ---------------------------- | -------- | ----------------------------- | ------------------------ | ------------ | -------- |
| Central Norte (S)            | 1 – 2    | Defensores de Pronunciamiento | Padre Ernesto Martearena | 4 de outubro | 22:00    |
| Sportivo Belgrano            | 2 – 1    | Chaco For Ever                | Oscar Carlos Boero       | 6 de outubro | 11:00    |
| Gimnasia y Esgrima (CdU)     | 1 – 2    | Boca Unidos                   | Manuel y Ramón Núñez     | 6 de outubro | 16:00    |
| Juventud Unida (G)           | 1 – 2    | Güemes (SdE)                  | De los Eucaliptos        | 6 de outubro | 16:30    |
| Defensores de Belgrano (VR)  | 0 – 1    | Douglas Haig                  | Salomón Boeseldín        | 6 de outubro | 17:00    |
| Unión (S)                    | 0 – 1    | Crucero del Norte             | Fortaleza del Bicho      | 6 de outubro | 17:00    |
| Sarmiento (R)                | 0 – 0    | Sportivo Las Parejas          | Centenario               | 6 de outubro | 19:00    |
| Folgou: San Martín (Formosa) |          |                               |                          |              |          |

| Rodada 7                      | Rodada 7 | Rodada 7                    | Rodada 7                    | Rodada 7      | Rodada 7 |
| Mandante                      | Placar   | Visitante                   | Estádio                     | Data          | Hora     |
| ----------------------------- | -------- | --------------------------- | --------------------------- | ------------- | -------- |
| Chaco For Ever                | 4 – 0    | Gimnasia y Esgrima (CdU)    | Juan Alberto García         | 11 de outubro | 21:30    |
| Güemes (SdE)                  | 1 – 1    | Sarmiento (R)               | Arturo Miranda              | 11 de outubro | 22:00    |
| Douglas Haig                  | 3 – 1    | Central Norte (S)           | Miguel Morales              | 13 de outubro | 16:00    |
| Defensores de Pronunciamiento | 0 – 0    | Juventud Unida (G)          | Delio Cardozo               | 13 de outubro | 16:00    |
| Crucero del Norte             | 1 – 0    | Sportivo Belgrano           | Comandante Andrés Guacurarí | 13 de outubro | 17:00    |
| Sportivo Las Parejas          | 3 – 0    | San Martín (F)              | Fortaleza del Lobo          | 13 de outubro | 18:30    |
| Boca Unidos                   | 2 – 1    | Defensores de Belgrano (VR) | Leoncio Benítez             | 13 de outubro | 18:30    |
| Folgou: Unión (Sunchales)     |          |                             |                             |               |          |

| Rodada 8                     | Rodada 8 | Rodada 8                      | Rodada 8             | Rodada 8      | Rodada 8 |
| Mandante                     | Placar   | Visitante                     | Estádio              | Data          | Hora     |
| ---------------------------- | -------- | ----------------------------- | -------------------- | ------------- | -------- |
| Juventud Unida (G)           | 0 – 0    | Douglas Haig                  | De los Eucaliptos    | 19 de outubro | 14:30    |
| Gimnasia y Esgrima (CdU)     | 1 – 1    | Crucero del Norte             | Manuel y Ramón Núñez | 19 de outubro | 16:00    |
| San Martín (F)               | 1 – 1    | Güemes (SdE)                  | 17 de Octubre        | 19 de outubro | 17:00    |
| Defensores de Belgrano (VR)  | 2 – 0    | Chaco For Ever                | Salomón Boeseldín    | 19 de outubro | 19:00    |
| Sportivo Belgrano            | 2 – 2    | Unión (S)                     | Oscar Carlos Boero   | 19 de outubro | 19:00    |
| Sarmiento (R)                | 3 – 1    | Defensores de Pronunciamiento | Centenario           | 19 de outubro | 21:00    |
| Central Norte (S)            | 6 – 2    | Boca Unidos                   | El Gigante del Norte | 19 de outubro | 21:30    |
| Folgou: Sportivo Las Parejas |          |                               |                      |               |          |

| Rodada 9                      | Rodada 9 | Rodada 9                    | Rodada 9                    | Rodada 9      | Rodada 9 |
| Mandante                      | Placar   | Visitante                   | Estádio                     | Data          | Hora     |
| ----------------------------- | -------- | --------------------------- | --------------------------- | ------------- | -------- |
| Defensores de Pronunciamiento | 2 – 2    | San Martín (F)              | Delio Cardozo               | 24 de outubro | 17:00    |
| Crucero del Norte             | 0 – 0    | Defensores de Belgrano (VR) | Comandante Andrés Guacurarí | 24 de outubro | 21:00    |
| Unión (S)                     | 3 – 1    | Gimnasia y Esgrima (CdU)    | Fortaleza del Bicho         | 24 de outubro | 21:00    |
| Douglas Haig                  | 2 – 1    | Sarmiento (R)               | Miguel Morales              | 24 de outubro | 21:00    |
| Boca Unidos                   | 2 – 1    | Juventud Unida (G)          | Leoncio Benítez             | 24 de outubro | 21:30    |
| Güemes (SdE)                  | 0 – 1    | Sportivo Las Parejas        | Arturo Miranda              | 24 de outubro | 22:00    |
| Chaco For Ever                | 1 – 1    | Central Norte (S)           | Juan Alberto García         | 24 de outubro | 22:00    |
| Folgou: Sportivo Belgrano     |          |                             |                             |               |          |

| Rodada 10                            | Rodada 10 | Rodada 10                     | Rodada 10            | Rodada 10     | Rodada 10 |
| Mandante                             | Placar    | Visitante                     | Estádio              | Data          | Hora      |
| ------------------------------------ | --------- | ----------------------------- | -------------------- | ------------- | --------- |
| Sportivo Las Parejas                 | 0 – 0     | Defensores de Pronunciamiento | Fortaleza del Lobo   | 30 de outubro | 20:00     |
| Central Norte (S)                    | 1 – 0     | Crucero del Norte             | El Gigante del Norte | 1 de novembro | 22:00     |
| Sarmiento (R)                        | 3 – 0     | Boca Unidos                   | Centenario           | 2 de novembro | 21:00     |
| Gimnasia y Esgrima (CdU)             | 2 – 1     | Sportivo Belgrano             | Manuel y Ramón Núñez | 3 de novembro | 16:00     |
| San Martín (F)                       | 3 – 1     | Douglas Haig                  | 17 de Octubre        | 3 de novembro | 17:00     |
| Juventud Unida (G)                   | 0 – 1     | Chaco For Ever                | De los Eucaliptos    | 3 de novembro | 17:00     |
| Defensores de Belgrano (VR)          | 0 – 0     | Unión (S)                     | Salomón Boeseldín    | 3 de novembro | 18:00     |
| Folgou: Güemes (Santiago del Estero) |           |                               |                      |               |           |

| Rodada 11                                           | Rodada 11 | Rodada 11                   | Rodada 11                   | Rodada 11      | Rodada 11 |
| Mandante                                            | Placar    | Visitante                   | Estádio                     | Data           | Hora      |
| --------------------------------------------------- | --------- | --------------------------- | --------------------------- | -------------- | --------- |
| Crucero del Norte                                   | 2 – 2     | Juventud Unida (G)          | Comandante Andrés Guacurarí | 9 de novembro  | 17:00     |
| Defensores de Pronunciamiento                       | 1 – 1     | Güemes (SdE)                | Delio Cardozo               | 10 de novembro | 16:00     |
| Sportivo Belgrano                                   | 1 – 1     | Defensores de Belgrano (VR) | Oscar Carlos Boero          | 10 de novembro | 17:00     |
| Douglas Haig                                        | 1 – 1     | Sportivo Las Parejas        | Miguel Morales              | 10 de novembro | 17:30     |
| Unión (S)                                           | 1 – 2     | Central Norte (S)           | Fortaleza del Bicho         | 10 de novembro | 18:00     |
| Boca Unidos                                         | 1 – 1     | San Martín (F)              | Leoncio Benítez             | 10 de novembro | 20:00     |
| Chaco For Ever                                      | 3 – 0     | Sarmiento (R)               | Juan Alberto García         | 11 de novembro | 21:30     |
| Folgou: Gimnasia y Esgrima (Concepción del Uruguay) |           |                             |                             |                |           |

| Rodada 12                             | Rodada 12 | Rodada 12                | Rodada 12            | Rodada 12      | Rodada 12 |
| Mandante                              | Placar    | Visitante                | Estádio              | Data           | Hora      |
| ------------------------------------- | --------- | ------------------------ | -------------------- | -------------- | --------- |
| San Martín (F)                        | 1 – 0     | Chaco For Ever           | 17 de Octubre        | 17 de novembro | 17:00     |
| Juventud Unida (G)                    | 1 – 1     | Unión (S)                | De los Eucaliptos    | 17 de novembro | 17:00     |
| Defensores de Belgrano (VR)           | 1 – 0     | Gimnasia y Esgrima (CdU) | Salomón Boeseldín    | 17 de novembro | 18:00     |
| Güemes (SdE)                          | 3 – 1     | Douglas Haig             | Arturo Miranda       | 17 de novembro | 19:00     |
| Sarmiento (R)                         | 2 – 2     | Crucero del Norte        | Centenario           | 17 de novembro | 19:30     |
| Central Norte (S)                     | 0 – 1     | Sportivo Belgrano        | El Gigante del Norte | 17 de novembro | 20:00     |
| Sportivo Las Parejas                  | 2 – 1     | Boca Unidos              | Fortaleza del Lobo   | 18 de novembro | 20:30     |
| Folgou: Defensores de Pronunciamiento |           |                          |                      |                |           |

| Rodada 13                                      | Rodada 13 | Rodada 13                     | Rodada 13                   | Rodada 13      | Rodada 13 |
| Mandante                                       | Placar    | Visitante                     | Estádio                     | Data           | Hora      |
| ---------------------------------------------- | --------- | ----------------------------- | --------------------------- | -------------- | --------- |
| Gimnasia y Esgrima (CdU)                       | 0 – 0     | Central Norte (S)             | Manuel y Ramón Núñez        | 24 de novembro | 17:00     |
| Douglas Haig                                   | 1 – 1     | Defensores de Pronunciamiento | Miguel Morales              | 24 de novembro | 17:30     |
| Crucero del Norte                              | 1 – 2     | San Martín (F)                | Comandante Andrés Guacurarí | 24 de novembro | 18:00     |
| Unión (S)                                      | 0 – 0     | Sarmiento (R)                 | Fortaleza del Bicho         | 24 de novembro | 18:30     |
| Sportivo Belgrano                              | 0 – 1     | Juventud Unida (G)            | Oscar Carlos Boero          | 24 de novembro | 19:30     |
| Chaco For Ever                                 | 1 – 0     | Sportivo Las Parejas          | Juan Alberto García         | 24 de novembro | 19:30     |
| Boca Unidos                                    | 2 – 1     | Güemes (SdE)                  | Leoncio Benítez             | 24 de novembro | 20:00     |
| Folgou: Defensores de Belgrano (Villa Ramallo) |           |                               |                             |                |           |

| Rodada 14                     | Rodada 14 | Rodada 14                   | Rodada 14                | Rodada 14      | Rodada 14 |
| Mandante                      | Placar    | Visitante                   | Estádio                  | Data           | Hora      |
| ----------------------------- | --------- | --------------------------- | ------------------------ | -------------- | --------- |
| Central Norte (S)             | 1 – 1     | Defensores de Belgrano (VR) | Padre Ernesto Martearena | 27 de novembro | 22:00     |
| Güemes (SdE)                  | 3 – 0     | Chaco For Ever              | Arturo Miranda           | 30 de novembro | 21:00     |
| San Martín (F)                | 2 – 0     | Unión (S)                   | 17 de Octubre            | 1 de dozembro  | 17:00     |
| Juventud Unida (G)            | 2 – 0     | Gimnasia y Esgrima (CdU)    | De los Eucaliptos        | 1 de dozembro  | 17:15     |
| Defensores de Pronunciamiento | 2 – 1     | Boca Unidos                 | Delio Cardozo            | 1 de dozembro  | 17:30     |
| Sarmiento (R)                 | 1 – 1     | Sportivo Belgrano           | Centenario               | 1 de dozembro  | 19:30     |
| Sportivo Las Parejas          | 0 – 0     | Crucero del Norte           | Fortaleza del Lobo       | 1 de dozembro  | 20:30     |
| Folgou: Douglas Haig          |           |                             |                          |                |           |

| Rodada 15                     | Rodada 15 | Rodada 15                     | Rodada 15                      | Rodada 15     | Rodada 15 |
| Mandante                      | Placar    | Visitante                     | Estádio                        | Data          | Hora      |
| ----------------------------- | --------- | ----------------------------- | ------------------------------ | ------------- | --------- |
| Gimnasia y Esgrima (CdU)      | 0 – 1     | Sarmiento (R)                 | Manuel y Ramón Núñez           | 7 de dozembro | 17:00     |
| Sportivo Belgrano             | 2 – 1     | San Martín (F)                | Oscar Carlos Boero             | 7 de dozembro | 17:30     |
| Crucero del Norte             | 2 – 2     | Güemes (SdE)                  | Villa Olímpica de Puerto Piray | 7 de dozembro | 18:00     |
| Unión (S)                     | 4 – 2     | Sportivo Las Parejas          | Fortaleza del Bicho            | 7 de dozembro | 18:30     |
| Defensores de Belgrano (VR)   | 2 – 1     | Juventud Unida (G)            | Salomón Boeseldín              | 7 de dozembro | 20:00     |
| Boca Unidos                   | 1 – 2     | Douglas Haig                  | Leoncio Benítez                | 7 de dozembro | 21:30     |
| Chaco For Ever                | 1 – 0     | Defensores de Pronunciamiento | Juan Alberto García            | 7 de dozembro | 21:45     |
| Folgou: Central Norte (Salta) |           |                               |                                |               |           |

| Rodada 16                   | Rodada 16 | Rodada 16                     | Rodada 16                   | Rodada 16     | Rodada 16 |
| Mandante                    | Placar    | Visitante                     | Estádio                     | Data          | Hora      |
| --------------------------- | --------- | ----------------------------- | --------------------------- | ------------- | --------- |
| Sportivo Belgrano           | 0 – 0     | Sportivo Las Parejas          | Oscar Carlos Boero          | 25 de janeiro | 20:30     |
| Gimnasia y Esgrima (CdU)    | 1 – 0     | San Martín (F)                | Manuel y Ramón Núñez        | 26 de janeiro | 17:30     |
| Crucero del Norte           | 2 – 0     | Defensores de Pronunciamiento | Comandante Andrés Guacurarí | 26 de janeiro | 18:00     |
| Unión (S)                   | 0 – 0     | Güemes (SdE)                  | Fortaleza del Bicho         | 26 de janeiro | 19:00     |
| Chaco For Ever              | 2 – 1     | Douglas Haig                  | Juan Alberto García         | 26 de janeiro | 19:30     |
| Central Norte (S)           | 2 – 0     | Juventud Unida (G)            | Padre Ernesto Martearena    | 26 de janeiro | 20:00     |
| Defensores de Belgrano (VR) | 0 – 0     | Sarmiento (R)                 | Salomón Boeseldín           | 26 de janeiro | 20:00     |
| Folgou: Boca Unidos         |           |                               |                             |               |           |

| Rodada 17                             | Rodada 17 | Rodada 17                   | Rodada 17          | Rodada 17      | Rodada 17 |
| Mandante                              | Placar    | Visitante                   | Estádio            | Data           | Hora      |
| ------------------------------------- | --------- | --------------------------- | ------------------ | -------------- | --------- |
| San Martín (F)                        | 1 – 2     | Defensores de Belgrano (VR) | 17 de Octubre      | 31 de janeiro  | 17:45     |
| Boca Unidos                           | 2 – 0     | Chaco For Ever              | Leoncio Benítez    | 31 de janeiro  | 21:00     |
| Sarmiento (R)                         | 1 – 0     | Central Norte (S)           | Centenario         | 31 de janeiro  | 21:00     |
| Douglas Haig                          | 2 – 0     | Crucero del Norte           | Miguel Morales     | 1 de fevereiro | 18:00     |
| Güemes (SdE)                          | 2 – 0     | Sportivo Belgrano           | Arturo Miranda     | 1 de fevereiro | 20:30     |
| Defensores de Pronunciamiento         | 3 – 2     | Unión (S)                   | Delio Cardozo      | 1 de fevereiro | 21:30     |
| Sportivo Las Parejas                  | 3 – 1     | Gimnasia y Esgrima (CdU)    | Fortaleza del Lobo | 2 de fevereiro | 18:00     |
| Folgou: Juventud Unida (Gualeguaychú) |           |                             |                    |                |           |

| Rodada 18                   | Rodada 18 | Rodada 18                     | Rodada 18                   | Rodada 18       | Rodada 18 |
| Mandante                    | Placar    | Visitante                     | Estádio                     | Data            | Hora      |
| --------------------------- | --------- | ----------------------------- | --------------------------- | --------------- | --------- |
| Crucero del Norte           | 1 – 0     | Boca Unidos                   | Comandante Andrés Guacurarí | 9 de fevereiro  | 17:30     |
| Juventud Unida (G)          | 0 – 1     | Sarmiento (R)                 | De los Eucaliptos           | 9 de fevereiro  | 17:30     |
| Gimnasia y Esgrima (CdU)    | 1 – 1     | Güemes (SdE)                  | Manuel y Ramón Núñez        | 9 de fevereiro  | 17:30     |
| Central Norte (S)           | 4 – 0     | San Martín (F)                | Padre Ernesto Martearena    | 9 de fevereiro  | 18:00     |
| Unión (S)                   | 1 – 1     | Douglas Haig                  | Fortaleza del Bicho         | 9 de fevereiro  | 19:00     |
| Sportivo Belgrano           | 1 – 2     | Defensores de Pronunciamiento | Oscar Carlos Boero          | 9 de fevereiro  | 20:30     |
| Defensores de Belgrano (VR) | 1 – 1     | Sportivo Las Parejas          | Salomón Boeseldín           | 10 de fevereiro | 21:00     |
| Folgou: Chaco For Ever      |           |                               |                             |                 |           |

| Rodada 19                       | Rodada 19 | Rodada 19                   | Rodada 19           | Rodada 19       | Rodada 19 |
| Mandante                        | Placar    | Visitante                   | Estádio             | Data            | Hora      |
| ------------------------------- | --------- | --------------------------- | ------------------- | --------------- | --------- |
| Güemes (SdE)                    | 2 – 0     | Defensores de Belgrano (VR) | Arturo Miranda      | 15 de fevereiro | 17:00     |
| San Martín (F)                  | 2 – 1     | Juventud Unida (G)          | 17 de Octubre       | 15 de fevereiro | 17:45     |
| Sportivo Las Parejas            | 3 – 0     | Central Norte (S)           | Fortaleza del Lobo  | 15 de fevereiro | 19:00     |
| Douglas Haig                    | 2 – 1     | Sportivo Belgrano           | Miguel Morales      | 16 de fevereiro | 17:30     |
| Defensores de Pronunciamiento   | 1 – 0     | Gimnasia y Esgrima (CdU)    | Delio Cardozo       | 16 de fevereiro | 17:30     |
| Chaco For Ever                  | 3 – 2     | Crucero del Norte           | Juan Alberto García | 16 de fevereiro | 19:30     |
| Boca Unidos                     | 1 – 2     | Unión (S)                   | Leoncio Benítez     | 16 de fevereiro | 20:00     |
| Folgou: Sarmiento (Resistencia) |           |                             |                     |                 |           |

| Rodada 20                   | Rodada 20 | Rodada 20                     | Rodada 20                | Rodada 20       | Rodada 20 |
| Mandante                    | Placar    | Visitante                     | Estádio                  | Data            | Hora      |
| --------------------------- | --------- | ----------------------------- | ------------------------ | --------------- | --------- |
| Sportivo Belgrano           | 2 – 2     | Boca Unidos                   | Oscar Carlos Boero       | 21 de fevereiro | 21:15     |
| Central Norte (S)           | 0 – 0     | Güemes (SdE)                  | Padre Ernesto Martearena | 21 de fevereiro | 22:00     |
| Gimnasia y Esgrima (CdU)    | 0 – 0     | Douglas Haig                  | Manuel y Ramón Núñez     | 23 de fevereiro | 17:00     |
| Juventud Unida (G)          | 1 – 0     | Sportivo Las Parejas          | De los Eucaliptos        | 23 de fevereiro | 17:30     |
| Unión (S)                   | 2 – 0     | Chaco For Ever                | Fortaleza del Bicho      | 23 de fevereiro | 18:30     |
| Sarmiento (R)               | 1 – 0     | San Martín (F)                | Centenario               | 23 de fevereiro | 19:30     |
| Defensores de Belgrano (VR) | 0 – 1     | Defensores de Pronunciamiento | Salomón Boeseldín        | 23 de fevereiro | 20:00     |
| Folgou: Crucero del Norte   |           |                               |                          |                 |           |

| Rodada 21                     | Rodada 21 | Rodada 21                   | Rodada 21                   | Rodada 21       | Rodada 21 |
| Mandante                      | Placar    | Visitante                   | Estádio                     | Data            | Hora      |
| ----------------------------- | --------- | --------------------------- | --------------------------- | --------------- | --------- |
| Defensores de Pronunciamiento | 1 – 4     | Central Norte (S)           | Delio Cardozo               | 29 de fevereiro | 17:00     |
| Douglas Haig                  | 2 – 5     | Defensores de Belgrano (VR) | Miguel Morales              | 29 de fevereiro | 17:00     |
| Crucero del Norte             | 0 – 0     | Unión (S)                   | Comandante Andrés Guacurarí | 1 de março      | 17:00     |
| Chaco For Ever                | 2 – 0     | Sportivo Belgrano           | Juan Alberto García         | 1 de março      | 19:00     |
| Boca Unidos                   | 1 – 4     | Gimnasia y Esgrima (CdU)    | Leoncio Benítez             | 1 de março      | 20:00     |
| Sportivo Las Parejas          | 3 – 1     | Sarmiento (R)               | Fortaleza del Lobo          | 1 de março      | 20:00     |
| Güemes (SdE)                  | 3 – 0     | Juventud Unida (G)          | Arturo Miranda              | 2 de março      | 22:00     |
| Folgou: San Martín (Formosa)  |           |                             |                             |                 |           |

| Rodada 22                   | Rodada 22 | Rodada 22                     | Rodada 22                | Rodada 22  | Rodada 22 |
| Mandante                    | Placar    | Visitante                     | Estádio                  | Data       | Hora      |
| --------------------------- | --------- | ----------------------------- | ------------------------ | ---------- | --------- |
| Central Norte (S)           | 1 – 0     | Douglas Haig                  | Padre Ernesto Martearena | 6 de março | 22:00     |
| Gimnasia y Esgrima (CdU)    | 0 – 0     | Chaco For Ever                | Manuel y Ramón Núñez     | 7 de março | 17:00     |
| San Martín (F)              | 0 – 2     | Sportivo Las Parejas          | 17 de Octubre            | 7 de março | 17:20     |
| Sarmiento (R)               | 2 – 0     | Güemes (SdE)                  | Centenario               | 7 de março | 19:10     |
| Juventud Unida (G)          | 1 – 0     | Defensores de Pronunciamiento | De los Eucaliptos        | 8 de março | 17:00     |
| Sportivo Belgrano           | 0 – 1     | Crucero del Norte             | Oscar Carlos Boero       | 8 de março | 18:00     |
| Defensores de Belgrano (VR) | 1 – 0     | Boca Unidos                   | Salomón Boeseldín        | 8 de março | 20:00     |
| Folgou: Unión (Sunchales)   |           |                               |                          |            |           |

| Rodada 23                     | Rodada 23 | Rodada 23                   | Rodada 23                   | Rodada 23   | Rodada 23 |
| Mandante                      | Placar    | Visitante                   | Estádio                     | Data        | Hora      |
| ----------------------------- | --------- | --------------------------- | --------------------------- | ----------- | --------- |
| Güemes (SdE)                  | 1 – 0     | San Martín (F)              | Arturo Miranda              | 13 de março | 22:00     |
| Defensores de Pronunciamiento | 0 – 0     | Sarmiento (R)               | Delio Cardozo               | 14 de março | 17:30     |
| Crucero del Norte             | 2 – 1     | Gimnasia y Esgrima (CdU)    | Comandante Andrés Guacurarí | 15 de março | 17:05     |
| Unión (S)                     | 1 – 1     | Sportivo Belgrano           | Fortaleza del Bicho         | 15 de março | 18:30     |
| Boca Unidos                   | 1 – 1     | Central Norte (S)           | Leoncio Benítez             | 15 de março | 19:00     |
| Chaco For Ever                | 0 – 0     | Defensores de Belgrano (VR) | Juan Alberto García         | 15 de março | 19:00     |
| Douglas Haig                  | 1 – 1     | Juventud Unida (G)          | Miguel Morales              | 16 de março | 16:00     |
| Folgou: Sportivo Las Parejas  |           |                             |                             |             |           |

1. ↑  Suspenso por falta de policiamento.[11] Acabou sendo disputado no dia 2 de dezembro, às 17:30.
2. ↑  Suspenso no intervalo do jogo por causa do mau tempo, o placar marcava 0 a 0. O jogo foi retomado em 17 de fevereiro, às 17:00.

Fonte: AFA (em castelhano)

### Classificação do Grupo B
| Pos. | Equipes                      | P  | J  | V  | E  | D  | GP | GC | SG  | Classificação ou Rebaixamento |
| ---- | ---------------------------- | -- | -- | -- | -- | -- | -- | -- | --- | ----------------------------- |
| 1    | Villa Mitre                  | 39 | 22 | 10 | 9  | 3  | 21 | 9  | 12  |                               |
| 2    | Deportivo Maipú              | 39 | 22 | 11 | 6  | 5  | 25 | 20 | 5   |                               |
| 3    | Huracán Las Heras            | 35 | 22 | 8  | 11 | 3  | 17 | 14 | 3   |                               |
| 4    | Deportivo Madryn             | 32 | 21 | 9  | 5  | 7  | 26 | 14 | 12  |                               |
| 5    | Ferro Carril Oeste (GP)      | 31 | 21 | 7  | 10 | 4  | 21 | 19 | 2   |                               |
| 6    | Juventud Unida Universitario | 31 | 21 | 8  | 7  | 6  | 19 | 18 | 1   |                               |
| 7    | Sansinena                    | 31 | 22 | 8  | 7  | 7  | 18 | 20 | –2  |                               |
| 8    | Olimpo                       | 27 | 22 | 8  | 3  | 11 | 23 | 22 | 1   |                               |
| 9    | Deportivo Camioneros         | 25 | 22 | 5  | 10 | 7  | 18 | 21 | –3  |                               |
| 10   | Estudiantes (SL)             | 25 | 21 | 7  | 4  | 10 | 19 | 24 | –5  |                               |
| 11   | Cipolletti                   | 25 | 22 | 5  | 10 | 7  | 25 | 31 | –6  |                               |
| 12   | Círculo Deportivo            | 24 | 21 | 5  | 9  | 7  | 20 | 22 | –2  |                               |
| 13   | Desamparados                 | 24 | 21 | 5  | 9  | 7  | 16 | 21 | –5  |                               |
| 14   | Sportivo Peñarol (C)         | 22 | 21 | 5  | 7  | 9  | 20 | 20 | 0   |                               |
| 15   | Sol de Mayo                  | 17 | 21 | 4  | 5  | 12 | 19 | 32 | –13 |                               |

Fonte: AFA (em castelhano), Interior Futbolero (em castelhano), Solo Ascenso (em castelhano)

### Zona de classificação do Grupo B para a Copa da Argentina
Os treze mais bem posicionados do Grupo B ao final do primeiro turno garantiram vaga na fase inicial da edição de 2019–20 da Copa da Argentina:
| Pos. | Equipes                 | P  | J  | V | E | D | GP | GC | SG | Classificação                                 |
| ---- | ----------------------- | -- | -- | - | - | - | -- | -- | -- | --------------------------------------------- |
| 1    | Deportivo Maipú         | 27 | 14 | 8 | 3 | 3 | 17 | 11 | 6  | Fase regional da Copa da Argentina de 2019–20 |
| 2    | Huracán Las Heras       | 26 | 14 | 7 | 5 | 2 | 14 | 9  | 5  | Fase regional da Copa da Argentina de 2019–20 |
| 3    | Villa Mitre             | 23 | 14 | 6 | 5 | 3 | 13 | 8  | 5  | Fase regional da Copa da Argentina de 2019–20 |
| 4    | Deportivo Madryn        | 22 | 14 | 6 | 4 | 4 | 17 | 7  | 10 | Fase regional da Copa da Argentina de 2019–20 |
| 5    | Ferro Carril Oeste (GP) | 21 | 14 | 5 | 6 | 3 | 12 | 11 | 1  | Fase regional da Copa da Argentina de 2019–20 |
| 6    | Sansinena               | 21 | 14 | 6 | 3 | 5 | 11 | 10 | 1  | Fase regional da Copa da Argentina de 2019–20 |
| 7    | Cipolletti              | 18 | 14 | 4 | 6 | 4 | 16 | 16 | 0  | Fase regional da Copa da Argentina de 2019–20 |
| 8    | Estudiantes (SL)        | 18 | 14 | 5 | 3 | 6 | 12 | 15 | −3 | Fase regional da Copa da Argentina de 2019–20 |
| 9    | Sportivo Peñarol        | 17 | 14 | 4 | 5 | 5 | 14 | 12 | 2  | Fase regional da Copa da Argentina de 2019–20 |
| 10   | Deportivo Camioneros    | 17 | 14 | 3 | 8 | 3 | 10 | 9  | 1  | Fase regional da Copa da Argentina de 2019–20 |
| 11   | Círculo Deportivo       | 16 | 14 | 3 | 7 | 4 | 14 | 16 | −2 | Fase regional da Copa da Argentina de 2019–20 |
| 12   | Sol de Mayo             | 15 | 14 | 4 | 3 | 7 | 14 | 19 | −5 | Fase regional da Copa da Argentina de 2019–20 |
| 13   | Desamparados            | 13 | 14 | 2 | 7 | 5 | 8  | 14 | −6 | Fase regional da Copa da Argentina de 2019–20 |

Fonte: AFA (em castelhano)

### Resultados do Grupo B
| Rodada 1                  | Rodada 1 | Rodada 1                     | Rodada 1                      | Rodada 1      | Rodada 1 |
| Mandante                  | Placar   | Visitante                    | Estádio                       | Data          | Hora     |
| ------------------------- | -------- | ---------------------------- | ----------------------------- | ------------- | -------- |
| Sansinena                 | 0 – 0    | Desamparados                 | Luis Molina                   | 31 de agosto  | 15:30    |
| Sportivo Peñarol (C)      | 0 – 0    | Deportivo Maipú              | Ramón Pablo Rojas             | 31 de agosto  | 16:00    |
| Sportivo Estudiantes (SL) | 1 – 1    | Villa Mitre                  | Héctor Odicino y Pedro Benoza | 31 de agosto  | 17:00    |
| Olimpo                    | 0 – 0    | Círculo Deportivo            | Roberto N. Carminatti         | 1 de setembro | 11:00    |
| Ferro Carril Oeste (GP)   | 1 – 1    | Cipolletti                   | El Coloso del Barrio Talleres | 1 de setembro | 14:30    |
| Deportivo Madryn          | 0 – 0    | Deportivo Camioneros         | Abel Sastre                   | 1 de setembro | 14:45    |
| Huracán Las Heras         | 1 – 0    | Juventud Unida Universitario | General San Martín            | 1 de setembro | 15:00    |
| Folgou: Sol de Mayo       |          |                              |                               |               |          |

| Rodada 2                                  | Rodada 2 | Rodada 2                  | Rodada 2               | Rodada 2       | Rodada 2 |
| Mandante                                  | Placar   | Visitante                 | Estádio                | Data           | Hora     |
| ----------------------------------------- | -------- | ------------------------- | ---------------------- | -------------- | -------- |
| Círculo Deportivo                         | 1 – 1    | Huracán Las Heras         | Guillermo Trama        | 8 de setembro  | 15:00    |
| Deportivo Camioneros                      | 0 – 0    | Olimpo                    | Hugo Moyano            | 8 de setembro  | 15:30    |
| Cipolletti                                | 2 – 2    | Sportivo Peñarol (C)      | La Visera de Cemento   | 8 de setembro  | 16:00    |
| Juventud Unida Universitario              | 1 – 1    | Sansinena                 | Mario Sebastián Diez   | 8 de setembro  | 16:00    |
| Deportivo Maipú                           | 2 – 1    | Sportivo Estudiantes (SL) | Omar Higinio Sperdutti | 8 de setembro  | 17:30    |
| Desamparados                              | 1 – 1    | Sol de Mayo               | El Serpentario         | 8 de setembro  | 19:00    |
| Villa Mitre                               | 0 – 2    | Deportivo Madryn          | El Fortín              | 20 de novembro | 21:00    |
| Folgou: Ferro Carril Oeste (General Pico) |          |                           |                        |                |          |

| Rodada 3                  | Rodada 3 | Rodada 3                     | Rodada 3                      | Rodada 3       | Rodada 3 |
| Mandante                  | Placar   | Visitante                    | Estádio                       | Data           | Hora     |
| ------------------------- | -------- | ---------------------------- | ----------------------------- | -------------- | -------- |
| Sansinena                 | 1 – 0    | Círculo Deportivo            | Luis Molina                   | 14 de setembro | 16:00    |
| Sportivo Peñarol (C)      | 0 – 0    | Ferro Carril Oeste (GP)      | Ramón Pablo Rojas             | 14 de setembro | 16:00    |
| Sportivo Estudiantes (SL) | 2 – 2    | Cipolletti                   | Héctor Odicino y Pedro Benoza | 14 de setembro | 18:00    |
| Olimpo                    | 0 – 0    | Villa Mitre                  | Roberto Natalio Carminatti    | 15 de setembro | 15:30    |
| Sol de Mayo               | 5 – 0    | Juventud Unida Universitario | Sol de Mayo                   | 15 de setembro | 15:30    |
| Deportivo Madryn          | 3 – 0    | Deportivo Maipú              | Abel Sastre                   | 15 de setembro | 15:30    |
| Huracán Las Heras         | 1 – 0    | Deportivo Camioneros         | General San Martín            | 15 de setembro | 16:00    |
| Folgou: Desamparados      |          |                              |                               |                |          |

| Rodada 4                           | Rodada 4 | Rodada 4                  | Rodada 4                      | Rodada 4       | Rodada 4 |
| Mandante                           | Placar   | Visitante                 | Estádio                       | Data           | Hora     |
| ---------------------------------- | -------- | ------------------------- | ----------------------------- | -------------- | -------- |
| Círculo Deportivo                  | 0 – 2    | Sol de Mayo               | Guillermo Trama               | 22 de setembro | 15:00    |
| Villa Mitre                        | 2 – 0    | Huracán Las Heras         | El Fortín                     | 22 de setembro | 15:30    |
| Deportivo Camioneros               | 1 – 0    | Sansinena                 | Hugo Moyano                   | 22 de setembro | 15:30    |
| Juventud Unida Universitario       | 0 – 0    | Desamparados              | Mario Sebastián Diez          | 22 de setembro | 16:15    |
| Deportivo Maipú                    | 1 – 0    | Olimpo                    | Omar Higinio Sperdutti        | 22 de setembro | 16:30    |
| Cipolletti                         | 1 – 0    | Deportivo Madryn          | La Visera de Cemento          | 22 de setembro | 17:00    |
| Ferro Carril Oeste (GP)            | 0 – 0    | Sportivo Estudiantes (SL) | El Coloso del Barrio Talleres | 23 de setembro | 21:00    |
| Folgou: Sportivo Peñarol (Chimbas) |          |                           |                               |                |          |

| Rodada 5                             | Rodada 5 | Rodada 5                | Rodada 5                      | Rodada 5       | Rodada 5 |
| Mandante                             | Placar   | Visitante               | Estádio                       | Data           | Hora     |
| ------------------------------------ | -------- | ----------------------- | ----------------------------- | -------------- | -------- |
| Olimpo                               | 4 – 1    | Cipolletti              | Roberto Natalio Carminatti    | 29 de setembro | 15:30    |
| Deportivo Madryn                     | 2 – 0    | Ferro Carril Oeste (GP) | Abel Sastre                   | 29 de setembro | 15:30    |
| Sol de Mayo                          | 2 – 2    | Deportivo Camioneros    | Sol de Mayo                   | 29 de setembro | 15:30    |
| Sansinena                            | 2 – 0    | Villa Mitre             | Luis Molina                   | 29 de setembro | 16:00    |
| Sportivo Estudiantes (SL)            | 2 – 1    | Sportivo Peñarol (C)    | Héctor Odicino y Pedro Benoza | 29 de setembro | 17:00    |
| Desamparados                         | 3 – 1    | Círculo Deportivo       | El Serpentario                | 29 de setembro | 19:00    |
| Huracán Las Heras                    | 1 – 0    | Deportivo Maipú         | General San Martín            | 30 de setembro | 16:30    |
| Folgou: Juventud Unida Universitario |          |                         |                               |                |          |

| Rodada 6                          | Rodada 6 | Rodada 6                     | Rodada 6                      | Rodada 6     | Rodada 6 |
| Mandante                          | Placar   | Visitante                    | Estádio                       | Data         | Hora     |
| --------------------------------- | -------- | ---------------------------- | ----------------------------- | ------------ | -------- |
| Cipolletti                        | 0 – 1    | Huracán Las Heras            | La Visera de Cemento          | 5 de outubro | 20:00    |
| Deportivo Camioneros              | 1 – 0    | Desamparados                 | Hugo Moyano                   | 6 de outubro | 15:30    |
| Círculo Deportivo                 | 1 – 1    | Juventud Unida Universitario | Guillermo Trama               | 6 de outubro | 16:00    |
| Villa Mitre                       | 2 – 0    | Sol de Mayo                  | El Fortín                     | 6 de outubro | 16:00    |
| Sportivo Peñarol (C)              | 0 – 0    | Deportivo Madryn             | Ramón Pablo Rojas             | 6 de outubro | 16:00    |
| Deportivo Maipú                   | 2 – 0    | Sansinena                    | Omar Higinio Sperdutti        | 6 de outubro | 16:30    |
| Ferro Carril Oeste (GP)           | 0 – 1    | Olimpo                       | El Coloso del Barrio Talleres | 6 de outubro | 17:30    |
| Folgou: Sportivo Estudiantes (SL) |          |                              |                               |              |          |

| Rodada 7                     | Rodada 7 | Rodada 7                  | Rodada 7                   | Rodada 7      | Rodada 7 |
| Mandante                     | Placar   | Visitante                 | Estádio                    | Data          | Hora     |
| ---------------------------- | -------- | ------------------------- | -------------------------- | ------------- | -------- |
| Sol de Mayo                  | 1 – 2    | Deportivo Maipú           | Sol de Mayo                | 13 de outubro | 15:30    |
| Sansinena                    | 1 – 3    | Cipolletti                | Luis Molina                | 13 de outubro | 16:00    |
| Juventud Unida Universitario | 1 – 1    | Deportivo Camioneros      | Mario Sebastián Diez       | 13 de outubro | 16:15    |
| Huracán Las Heras            | 0 – 1    | Ferro Carril Oeste (GP)   | General San Martín         | 13 de outubro | 16:30    |
| Olimpo                       | 0 – 1    | Sportivo Peñarol (C)      | Roberto Natalio Carminatti | 13 de outubro | 16:30    |
| Desamparados                 | 0 – 1    | Villa Mitre               | El Serpentario             | 14 de outubro | 19:00    |
| Deportivo Madryn             | 0 – 1    | Sportivo Estudiantes (SL) | Abel Sastre                | 19 de outubro | 15:30    |
| Folgou: Círculo Deportivo    |          |                           |                            |               |          |

| Rodada 8                  | Rodada 8 | Rodada 8                     | Rodada 8                      | Rodada 8      | Rodada 8 |
| Mandante                  | Placar   | Visitante                    | Estádio                       | Data          | Hora     |
| ------------------------- | -------- | ---------------------------- | ----------------------------- | ------------- | -------- |
| Ferro Carril Oeste (GP)   | 1 – 0    | Sansinena                    | El Coloso del Barrio Talleres | 18 de outubro | 21:00    |
| Cipolletti                | 2 – 0    | Sol de Mayo                  | La Visera de Cemento          | 18 de outubro | 21:00    |
| Deportivo Maipú           | 3 – 0    | Desamparados                 | Omar Higinio Sperdutti        | 18 de outubro | 21:15    |
| Deportivo Camioneros      | 1 – 1    | Círculo Deportivo            | Hugo Moyano                   | 19 de outubro | 16:00    |
| Sportivo Peñarol (C)      | 1 – 2    | Huracán Las Heras            | Ramón Pablo Rojas             | 19 de outubro | 16:00    |
| Villa Mitre               | 0 – 1    | Juventud Unida Universitario | El Fortín                     | 19 de outubro | 17:00    |
| Sportivo Estudiantes (SL) | 3 – 1    | Olimpo                       | Héctor Odicino y Pedro Benoza | 31 de outubro | 21:00    |
| Folgou: Deportivo Madryn  |          |                              |                               |               |          |

| Rodada 9                     | Rodada 9 | Rodada 9                  | Rodada 9                   | Rodada 9      | Rodada 9 |      |
| Mandante                     | Placar   | Visitante                 | Estádio                    | Data          | Hora     | Hora |
| ---------------------------- | -------- | ------------------------- | -------------------------- | ------------- | -------- | ---- |
| Círculo Deportivo            | 0 – 0    | Villa Mitre               | Guillermo Trama            | 24 de outubro | 16:00    |      |
| Huracán Las Heras            | 1 – 0    | Sportivo Estudiantes (SL) | General San Martín         | 24 de outubro | 16:00    |      |
| Sansinena                    | 2 – 0    | Sportivo Peñarol (C)      | Luis Molina                | 24 de outubro | 16:00    |      |
| Sol de Mayo                  | 0 – 2    | Ferro Carril Oeste (GP)   | Sol de Mayo                | 24 de outubro | 16:00    |      |
| Olimpo                       | 0 – 2    | Deportivo Madryn          | Roberto Natalio Carminatti | 24 de outubro | 20:30    |      |
| Juventud Unida Universitario | 0 – 1    | Deportivo Maipú           | Mario Sebastián Diez       | 24 de outubro | 21:15    |      |
| Desamparados                 | 0 – 0    | Cipolletti                | El Serpentario             | 24 de outubro | 21:30    |      |
| Folgou: Deportivo Camioneros |          |                           |                            |               |          |      |

| Rodada 10                 | Rodada 10 | Rodada 10                    | Rodada 10                     | Rodada 10     | Rodada 10 |
| Mandante                  | Placar    | Visitante                    | Estádio                       | Data          | Hora      |
| ------------------------- | --------- | ---------------------------- | ----------------------------- | ------------- | --------- |
| Deportivo Madryn          | 0 – 0     | Huracán Las Heras            | Abel Sastre                   | 3 de novembro | 15:30     |
| Sportivo Peñarol (C)      | 5 – 0     | Sol de Mayo                  | Ramón Pablo Rojas             | 3 de novembro | 16:00     |
| Villa Mitre               | 0 – 0     | Deportivo Camioneros         | El Fortín                     | 3 de novembro | 17:00     |
| Deportivo Maipú           | 2 – 2     | Círculo Deportivo            | Omar Higinio Sperdutti        | 3 de novembro | 17:30     |
| Cipolletti                | 1 – 1     | Juventud Unida Universitario | La Visera de Cemento          | 3 de novembro | 19:00     |
| Ferro Carril Oeste (GP)   | 0 – 0     | Desamparados                 | El Coloso del Barrio Talleres | 3 de novembro | 19:30     |
| Sportivo Estudiantes (SL) | 1 – 0     | Sansinena                    | Héctor Odicino y Pedro Benoza | 4 de novembro | 21:00     |
| Folgou: Olimpo            |           |                              |                               |               |           |

| Rodada 11                    | Rodada 11 | Rodada 11                 | Rodada 11            | Rodada 11      | Rodada 11 |
| Mandante                     | Placar    | Visitante                 | Estádio              | Data           | Hora      |
| ---------------------------- | --------- | ------------------------- | -------------------- | -------------- | --------- |
| Juventud Unida Universitario | 1 – 1     | Ferro Carril Oeste (GP)   | Mario Sebastián Diez | 9 de novembro  | 17:00     |
| Sansinena                    | 1 – 0     | Deportivo Madryn          | Luis Molina          | 10 de novembro | 16:00     |
| Círculo Deportivo            | 0 – 0     | Cipolletti                | Guillermo Trama      | 10 de novembro | 16:00     |
| Sol de Mayo                  | 2 – 0     | Sportivo Estudiantes (SL) | Sol de Mayo          | 10 de novembro | 16:00     |
| Huracán Las Heras            | 3 – 1     | Olimpo                    | General San Martín   | 10 de novembro | 17:00     |
| Deportivo Camioneros         | 0 – 1     | Deportivo Maipú           | Hugo Moyano          | 10 de novembro | 17:00     |
| Desamparados                 | 0 – 2     | Sportivo Peñarol (C)      | El Serpentario       | 10 de novembro | 19:00     |
| Folgou: Villa Mitre          |           |                           |                      |                |           |

| Rodada 12                 | Rodada 12 | Rodada 12                    | Rodada 12                     | Rodada 12      | Rodada 12 |
| Mandante                  | Placar    | Visitante                    | Estádio                       | Data           | Hora      |
| ------------------------- | --------- | ---------------------------- | ----------------------------- | -------------- | --------- |
| Deportivo Maipú           | 1 – 1     | Villa Mitre                  | Omar Higinio Sperdutti        | 15 de novembro | 21:30     |
| Deportivo Madryn          | 2 – 0     | Sol de Mayo                  | Abel Sastre                   | 16 de novembro | 17:00     |
| Olimpo                    | 0 – 1     | Sansinena                    | Roberto Natalio Carminatti    | 17 de novembro | 17:00     |
| Sportivo Peñarol (C)      | 1 – 0     | Juventud Unida Universitario | Ramón Pablo Rojas             | 17 de novembro | 17:00     |
| Cipolletti                | 2 – 1     | Deportivo Camioneros         | La Visera de Cemento          | 17 de novembro | 18:00     |
| Sportivo Estudiantes (SL) | 0 – 1     | Desamparados                 | Héctor Odicino y Pedro Benoza | 17 de novembro | 20:00     |
| Ferro Carril Oeste (GP)   | 3 – 2     | Círculo Deportivo            | El Coloso del Barrio Talleres | 17 de novembro | 20:00     |
| Folgou: Huracán Las Heras |           |                              |                               |                |           |

| Rodada 13                    | Rodada 13 | Rodada 13                 | Rodada 13            | Rodada 13      | Rodada 13 |
| Mandante                     | Placar    | Visitante                 | Estádio              | Data           | Hora      |
| ---------------------------- | --------- | ------------------------- | -------------------- | -------------- | --------- |
| Sol de Mayo                  | 1 – 0     | Olimpo                    | Sol de Mayo          | 24 de novembro | 17:00     |
| Sansinena                    | 1 – 1     | Huracán Las Heras         | Luis Molina          | 24 de novembro | 17:00     |
| Deportivo Camioneros         | 1 – 1     | Ferro Carril Oeste (GP)   | Hugo Moyano          | 24 de novembro | 17:00     |
| Círculo Deportivo            | 2 – 1     | Sportivo Peñarol (C)      | Guillermo Trama      | 24 de novembro | 17:00     |
| Desamparados                 | 1 – 1     | Deportivo Madryn          | El Serpentario       | 24 de novembro | 20:00     |
| Juventud Unida Universitario | 0 – 1     | Sportivo Estudiantes (SL) | Mario Sebastián Diez | 24 de novembro | 20:30     |
| Villa Mitre                  | 1 – 0     | Cipolletti                | El Fortín            | 25 de novembro | 20:30     |
| Folgou: Deportivo Maipú      |           |                           |                      |                |           |

| Rodada 14                 | Rodada 14 | Rodada 14                    | Rodada 14                     | Rodada 14     | Rodada 14 |
| Mandante                  | Placar    | Visitante                    | Estádio                       | Data          | Hora      |
| ------------------------- | --------- | ---------------------------- | ----------------------------- | ------------- | --------- |
| Deportivo Madryn          | 4 – 1     | Juventud Unida Universitario | Abel Sastre                   | 1 de dezembro | 17:00     |
| Sportivo Peñarol (C)      | 0 – 0     | Deportivo Camioneros         | Ramón Pablo Rojas             | 1 de dezembro | 17:00     |
| Huracán Las Heras         | 0 – 0     | Sol de Mayo                  | General San Martín            | 1 de dezembro | 17:00     |
| Olimpo                    | 2 – 0     | Desamparados                 | Roberto Natalio Carminatti    | 1 de dezembro | 17:00     |
| Ferro Carril Oeste (GP)   | 1 – 3     | Villa Mitre                  | El Coloso del Barrio Talleres | 1 de dezembro | 18:00     |
| Cipolletti                | 1 – 2     | Deportivo Maipú              | La Visera de Cemento          | 1 de dezembro | 20:00     |
| Sportivo Estudiantes (SL) | 0 – 2     | Círculo Deportivo            | Héctor Odicino y Pedro Benoza | 1 de dezembro | 20:00     |
| Folgou: Sansinena         |           |                              |                               |               |           |

| Rodada 15                    | Rodada 15 | Rodada 15                 | Rodada 15              | Rodada 15     | Rodada 15 |
| Mandante                     | Placar    | Visitante                 | Estádio                | Data          | Hora      |
| ---------------------------- | --------- | ------------------------- | ---------------------- | ------------- | --------- |
| Deportivo Maipú              | 0 – 1     | Ferro Carril Oeste (GP)   | Omar Higinio Sperdutti | 6 de dezembro | 21:45     |
| Desamparados                 | 2 – 2     | Huracán Las Heras         | El Serpentario         | 6 de dezembro | 21:45     |
| Círculo Deportivo            | 2 – 1     | Deportivo Madryn          | Guillermo Trama        | 7 de dezembro | 17:00     |
| Deportivo Camioneros         | 2 – 0     | Sportivo Estudiantes (SL) | Hugo Moyano            | 7 de dezembro | 17:00     |
| Sol de Mayo                  | 0 – 1     | Sansinena                 | Sol de Mayo            | 7 de dezembro | 17:00     |
| Juventud Unida Universitario | 2 – 0     | Olimpo                    | Mario Sebastián Diez   | 7 de dezembro | 17:30     |
| Villa Mitre                  | 2 – 0     | Sportivo Peñarol (C)      | El Fortín              | 7 de dezembro | 18:00     |
| Folgou: Cipolletti           |           |                           |                        |               |           |

| Rodada 16                    | Rodada 16 | Rodada 16                 | Rodada 16              | Rodada 16     | Rodada 16 |
| Mandante                     | Placar    | Visitante                 | Estádio                | Data          | Hora      |
| ---------------------------- | --------- | ------------------------- | ---------------------- | ------------- | --------- |
| Deportivo Camioneros         | 2 – 1     | Deportivo Madryn          | Hugo Moyano            | 26 de janeiro | 17:00     |
| Círculo Deportivo            | 1 – 0     | Olimpo                    | Guillermo Trama        | 26 de janeiro | 17:30     |
| Cipolletti                   | 1 – 1     | Ferro Carril Oeste (GP)   | La Visera de Cemento   | 26 de janeiro | 19:30     |
| Juventud Unida Universitario | 3 – 0     | Huracán Las Heras         | Mario Sebastián Diez   | 26 de janeiro | 21:30     |
| Villa Mitre                  | 1 – 0     | Sportivo Estudiantes (SL) | El Fortín              | 27 de janeiro | 21:00     |
| Deportivo Maipú              | 1 – 0     | Sportivo Peñarol (C)      | Omar Higinio Sperdutti | 27 de janeiro | 21:40     |
| Desamparados                 | 2 – 0     | Sansinena                 | El Serpentario         | 27 de janeiro | 21:45     |
| Folgou: Sol de Mayo          |           |                           |                        |               |           |

| Rodada 17                                 | Rodada 17 | Rodada 17                    | Rodada 17                     | Rodada 17      | Rodada 17 |
| Mandante                                  | Placar    | Visitante                    | Estádio                       | Data           | Hora      |
| ----------------------------------------- | --------- | ---------------------------- | ----------------------------- | -------------- | --------- |
| Olimpo                                    | 2 – 0     | Deportivo Camioneros         | Roberto Natalio Carminatti    | 2 de fevereiro | 17:30     |
| Sol de Mayo                               | 0 – 1     | Desamparados                 | Sol de Mayo                   | 2 de fevereiro | 17:30     |
| Sansinena                                 | 0 – 3     | Juventud Unida Universitario | Luis Molina                   | 2 de fevereiro | 17:30     |
| Huracán Las Heras                         | 1 – 0     | Círculo Deportivo            | General San Martín            | 2 de fevereiro | 18:00     |
| Sportivo Estudiantes (SL)                 | 0 – 1     | Deportivo Maipú              | Héctor Odicino y Pedro Benoza | 2 de fevereiro | 21:00     |
| Deportivo Madryn                          | 0 – 0     | Villa Mitre                  | Abel Sastre                   | 3 de fevereiro | 17:00     |
| Sportivo Peñarol (C)                      | 2 – 2     | Cipolletti                   | Ramón Pablo Rojas             | 3 de fevereiro | 17:00     |
| Folgou: Ferro Carril Oeste (General Pico) |           |                              |                               |                |           |

| Rodada 18                    | Rodada 18 | Rodada 18                 | Rodada 18                     | Rodada 18      | Rodada 18 |
| Mandante                     | Placar    | Visitante                 | Estádio                       | Data           | Hora      |
| ---------------------------- | --------- | ------------------------- | ----------------------------- | -------------- | --------- |
| Ferro Carril Oeste (GP)      | 1 – 0     | Sportivo Peñarol (C)      | El Coloso del Barrio Talleres | 7 de fevereiro | 21:30     |
| Deportivo Camioneros         | 1 – 1     | Huracán Las Heras         | Hugo Moyano                   | 9 de fevereiro | 17:00     |
| Círculo Deportivo            | 0 – 1     | Sansinena                 | Guillermo Trama               | 9 de fevereiro | 17:00     |
| Deportivo Maipú              | 1 – 4     | Deportivo Madryn          | Omar Higinio Sperdutti        | 9 de fevereiro | 18:30     |
| Cipolletti                   | 2 – 1     | Sportivo Estudiantes (SL) | La Visera de Cemento          | 9 de fevereiro | 20:00     |
| Villa Mitre                  | 2 – 0     | Olimpo                    | El Fortín                     | 9 de fevereiro | 21:00     |
| Juventud Unida Universitario | 1 – 0     | Sol de Mayo               | Mario Sebastián Diez          | 9 de fevereiro | 21:30     |
| Folgou: Desamparados         |           |                           |                               |                |           |

| Rodada 19                          | Rodada 19 | Rodada 19                    | Rodada 19                     | Rodada 19       | Rodada 19 |
| Mandante                           | Placar    | Visitante                    | Estádio                       | Data            | Hora      |
| ---------------------------------- | --------- | ---------------------------- | ----------------------------- | --------------- | --------- |
| Sportivo Estudiantes (SL)          | 2 – 2     | Ferro Carril Oeste (GP)      | Héctor Odicino y Pedro Benoza | 14 de fevereiro | 21:30     |
| Olimpo                             | 3 – 0     | Deportivo Maipú              | Roberto Natalio Carminatti    | 16 de fevereiro | 17:00     |
| Sansinena                          | 1 – 1     | Deportivo Camioneros         | Luis Molina                   | 16 de fevereiro | 17:00     |
| Sol de Mayo                        | 1 – 1     | Círculo Deportivo            | Sol de Mayo                   | 16 de fevereiro | 17:00     |
| Huracán Las Heras                  | 0 – 0     | Villa Mitre                  | General San Martín            | 16 de fevereiro | 17:00     |
| Deportivo Madryn                   | 2 – 1     | Cipolletti                   | Abel Sastre                   | 16 de fevereiro | 17:00     |
| Desamparados                       | 0 – 1     | Juventud Unida Universitario | El Serpentario                | 16 de fevereiro | 20:30     |
| Folgou: Sportivo Peñarol (Chimbas) |           |                              |                               |                 |           |

| Rodada 20                            | Rodada 20 | Rodada 20                 | Rodada 20                     | Rodada 20       | Rodada 20 |
| Mandante                             | Placar    | Visitante                 | Estádio                       | Data            | Hora      |
| ------------------------------------ | --------- | ------------------------- | ----------------------------- | --------------- | --------- |
| Ferro Carril Oeste (GP)              | 2 – 1     | Deportivo Madryn          | El Coloso del Barrio Talleres | 22 de fevereiro | 21:30     |
| Deportivo Maipú                      | 0 – 0     | Huracán Las Heras         | Omar Higinio Sperdutti        | 23 de fevereiro | 17:00     |
| Deportivo Camioneros                 | 3 – 2     | Sol de Mayo               | Hugo Moyano                   | 23 de fevereiro | 17:00     |
| Cipolletti                           | 0 – 5     | Olimpo                    | La Visera de Cemento          | 23 de fevereiro | 20:00     |
| Villa Mitre                          | 0 – 0     | Sansinena                 | El Fortín                     | 24 de fevereiro | 17:00     |
| Círculo Deportivo                    | 2 – 2     | Desamparados              | Guillermo Trama               | 24 de fevereiro | 17:00     |
| Sportivo Peñarol (C)                 | 1 – 3     | Sportivo Estudiantes (SL) | Ramón Pablo Rojas             | 24 de fevereiro | 17:30     |
| Folgou: Juventud Unida Universitario |           |                           |                               |                 |           |

| Rodada 21                         | Rodada 21 | Rodada 21               | Rodada 21                  | Rodada 21       | Rodada 21 |
| Mandante                          | Placar    | Visitante               | Estádio                    | Data            | Hora      |
| --------------------------------- | --------- | ----------------------- | -------------------------- | --------------- | --------- |
| Deportivo Madryn                  | 1 – 0     | Sportivo Peñarol (C)    | Abel Sastre                | 29 de fevereiro | 17:00     |
| Olimpo                            | 2 – 1     | Ferro Carril Oeste (GP) | Roberto Natalio Carminatti | 1 de março      | 17:00     |
| Sol de Mayo                       | 1 – 3     | Villa Mitre             | Sol de Mayo                | 1 de março      | 17:00     |
| Sansinena                         | 1 – 1     | Deportivo Maipú         | Luis Molina                | 1 de março      | 17:00     |
| Huracán Las Heras                 | 0 – 0     | Cipolletti              | General San Martín         | 1 de março      | 17:30     |
| Desamparados                      | 2 – 1     | Deportivo Camioneros    | El Serpentario             | 1 de março      | 20:30     |
| Juventud Unida Universitario      | 1 – 0     | Círculo Deportivo       | Mario Sebastián Diez       | 1 de março      | 20:30     |
| Folgou: Sportivo Estudiantes (SL) |           |                         |                            |                 |           |

| Rodada 22                 | Rodada 22 | Rodada 22                    | Rodada 22                     | Rodada 22  | Rodada 22 |
| Mandante                  | Placar    | Visitante                    | Estádio                       | Data       | Hora      |
| ------------------------- | --------- | ---------------------------- | ----------------------------- | ---------- | --------- |
| Sportivo Estudiantes (SL) | 1 – 0     | Deportivo Madryn             | Héctor Odicino y Pedro Benoza | 6 de março | 21:30     |
| Villa Mitre               | 2 – 0     | Desamparados                 | El Fortín                     | 7 de março | 17:00     |
| Deportivo Camioneros      | 0 – 1     | Juventud Unida Universitario | Hugo Moyano                   | 7 de março | 17:00     |
| Deportivo Maipú           | 3 – 0     | Sol de Mayo                  | Omar Higinio Sperdutti        | 8 de março | 17:30     |
| Ferro Carril Oeste (GP)   | 1 – 1     | Huracán Las Heras            | El Coloso del Barrio Talleres | 8 de março | 19:15     |
| Sportivo Peñarol (C)      | 3 – 0     | Olimpo                       | Ramón Pablo Rojas             | 8 de março | 20:00     |
| Cipolletti                | 2 – 3     | Sansinena                    | La Visera de Cemento          | 9 de março | 21:20     |
| Folgou: Círculo Deportivo |           |                              |                               |            |           |

| Rodada 23                    | Rodada 23 | Rodada 23                 | Rodada 23                  | Rodada 23   | Rodada 23 |
| Mandante                     | Placar    | Visitante                 | Estádio                    | Data        | Hora      |
| ---------------------------- | --------- | ------------------------- | -------------------------- | ----------- | --------- |
| Círculo Deportivo            | 2 – 0     | Deportivo Camioneros      | Guillermo Trama            | 13 de março | 17:05     |
| Juventud Unida Universitario | 0 – 0     | Villa Mitre               | Mario Sebastián Diez       | 13 de março | 21:30     |
| Sol de Mayo                  | 1 – 1     | Cipolletti                | Sol de Mayo                | 15 de março | 16:05     |
| Olimpo                       | 2 – 0     | Sportivo Estudiantes (SL) | Roberto Natalio Carminatti | 15 de março | 17:05     |
| Huracán Las Heras            | 0 – 0     | Sportivo Peñarol (C)      | General San Martín         | 15 de março | 17:05     |
| Sansinena                    | 1 – 1     | Ferro Carril Oeste (GP)   | Luis Molina                | 15 de março | 17:05     |
| Desamparados                 | 1 – 1     | Deportivo Maipú           | El Serpentario             | 15 de março | 17:15     |
| Folgou: Deportivo Madryn     |           |                           |                            |             |           |

1. ↑  Adiado por conta da participação do Villa Mitre na Copa Argentina.
2. ↑  Suspenso por causa da inundação do local onde fica o estádio.[12] Foi disputado em 30 de outubro, às 16:00.

Fonte: AFA (em castelhano)

## Estatísticas

### Artilharia
| Gols | Jogador         | Time                         |
| ---- | --------------- | ---------------------------- |
| 10   | Julio Cáceres   | Chaco For Ever               |
| 9    | Cristian Ibarra | San Martín de Formosa        |
| 9    | David Romero    | Güemes                       |
| 8    | Damián De Hoyos | Juventud Unida Universitario |
| 8    | Fabricio Reyes  | Central Norte de Salta       |
| 8    | Axel Rodríguez  | Olimpo                       |

Fonte: AFA (em castelhano), SoloAscenso (em castelhano)